# 凯萨半岛公园

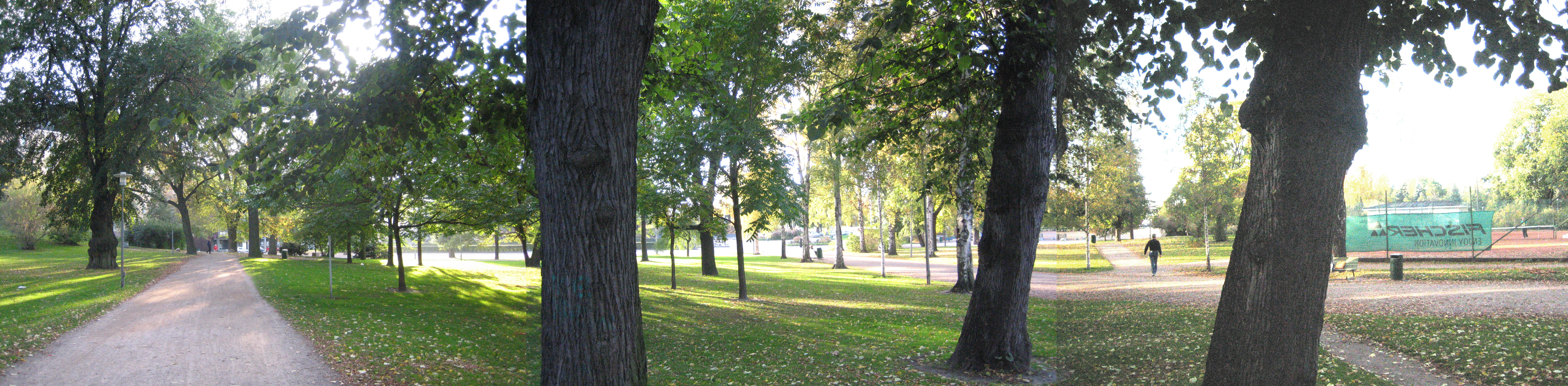
2005年夏天时的凯萨半岛公园

凯萨半岛公园（芬蘭語：Kaisaniemen puisto）是芬兰赫尔辛基市中心的公园，位于克卢维区的北部。公园内经常举办各种活动，例如世界村文化节。赫尔辛基大学植物园位于该公园的北部。公园土地的一部分早在1829年就转让给赫尔辛基大学建设为植物园，植物园历史最久的温室在1889年开放。公园内举办各种音乐会，例如赫尔辛基日的音乐会。
公园内有足球场、篮球场和网球场。公园的西北角有一家名为“凯萨半岛”的餐馆。整个公园的名字是根据该餐馆的创始人凯萨·瓦伦德来命名的。

## 图集

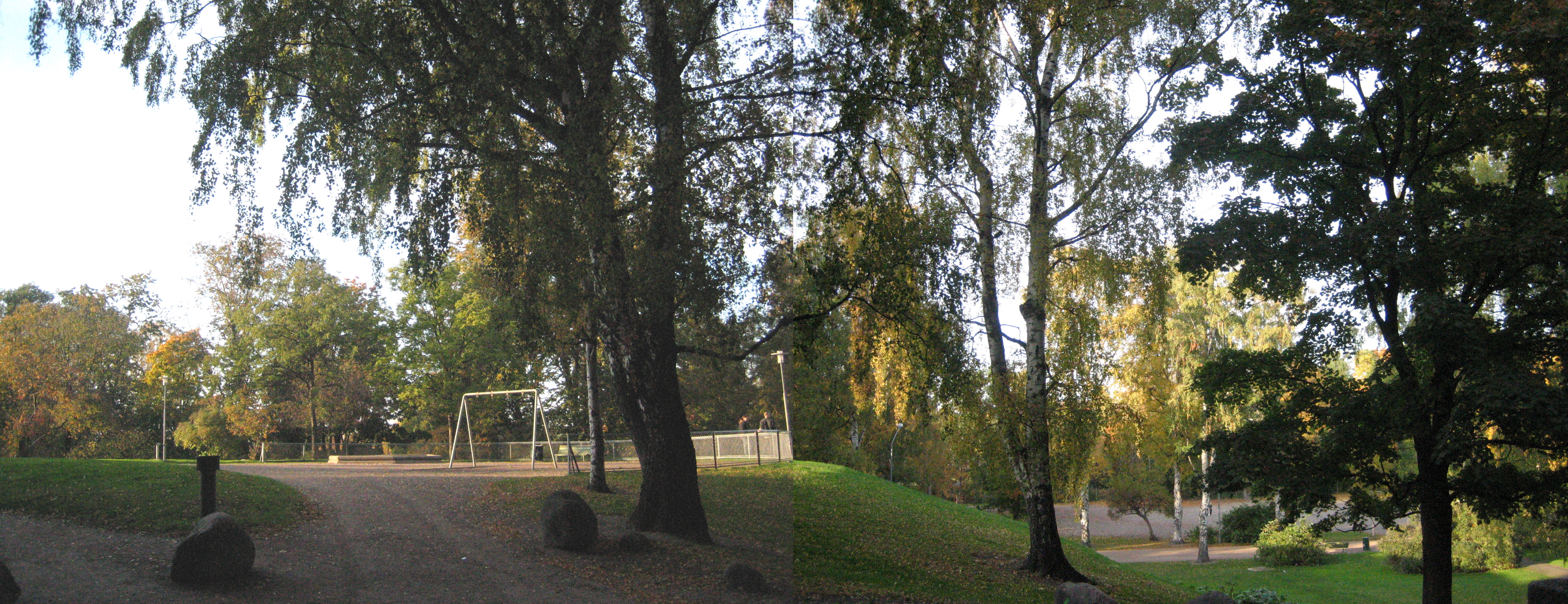
公园景色
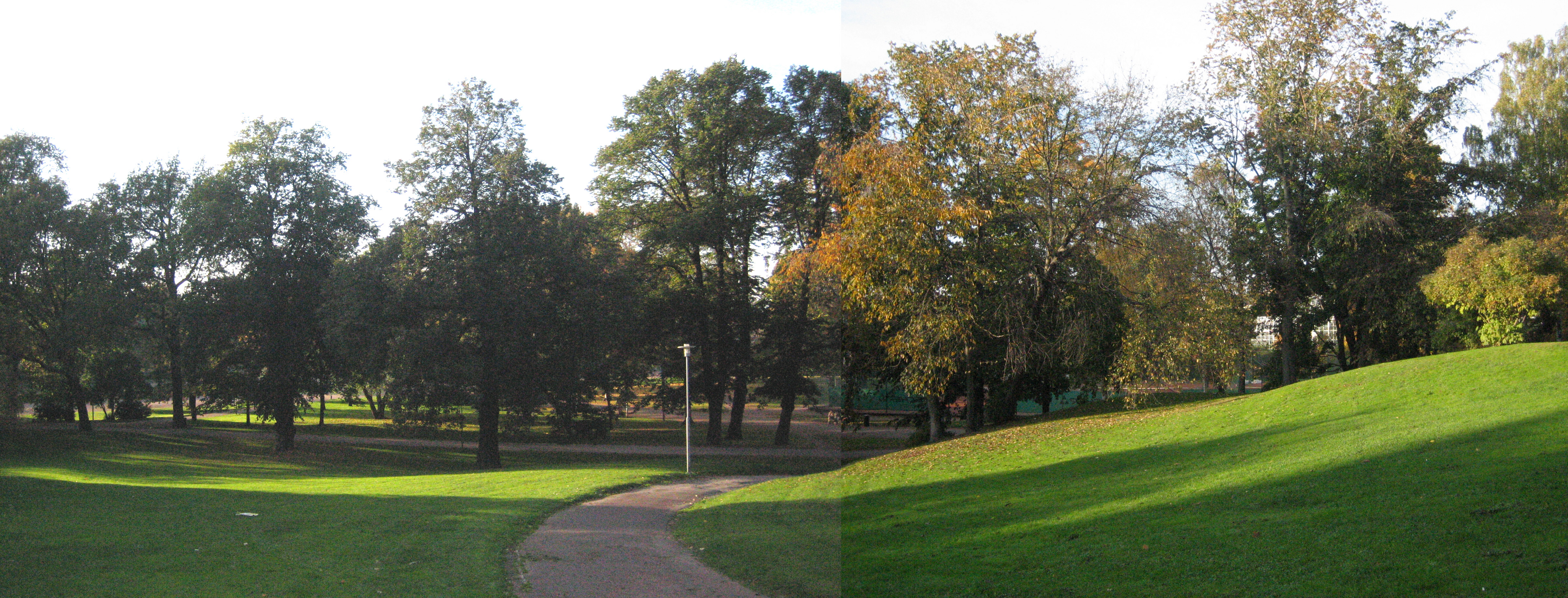
公园景色
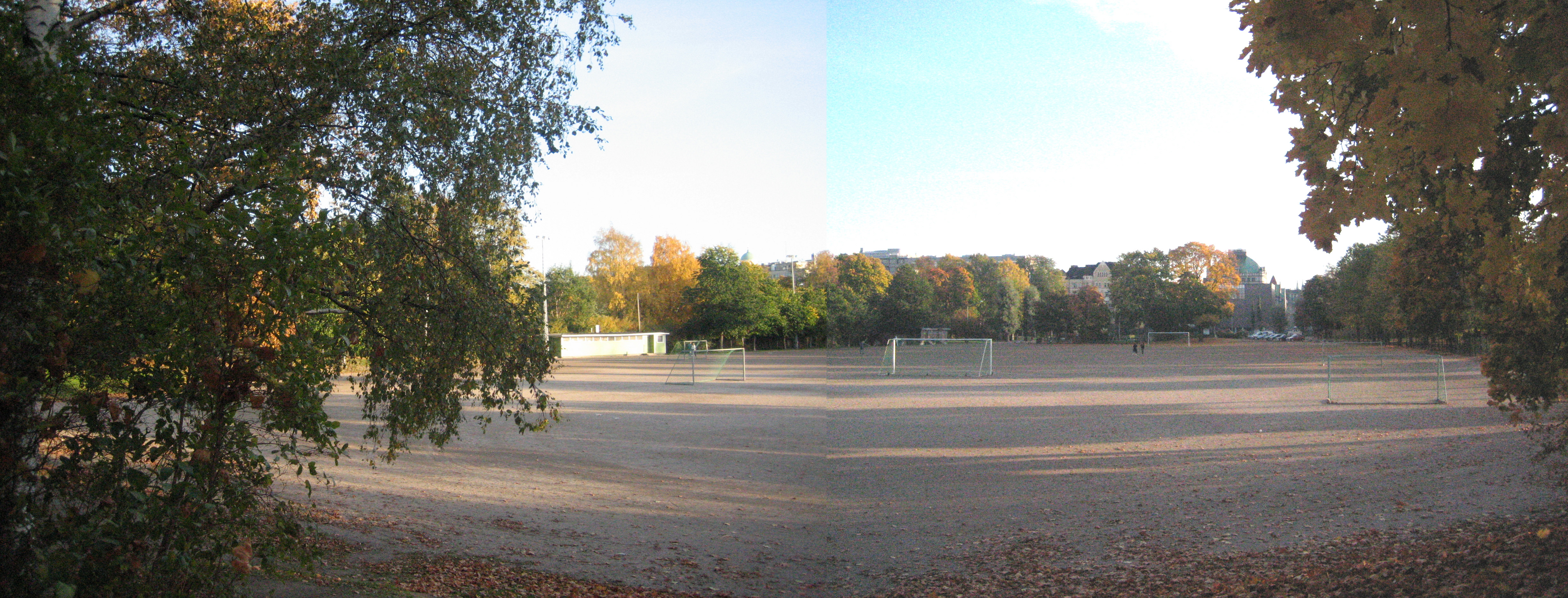
公园景色
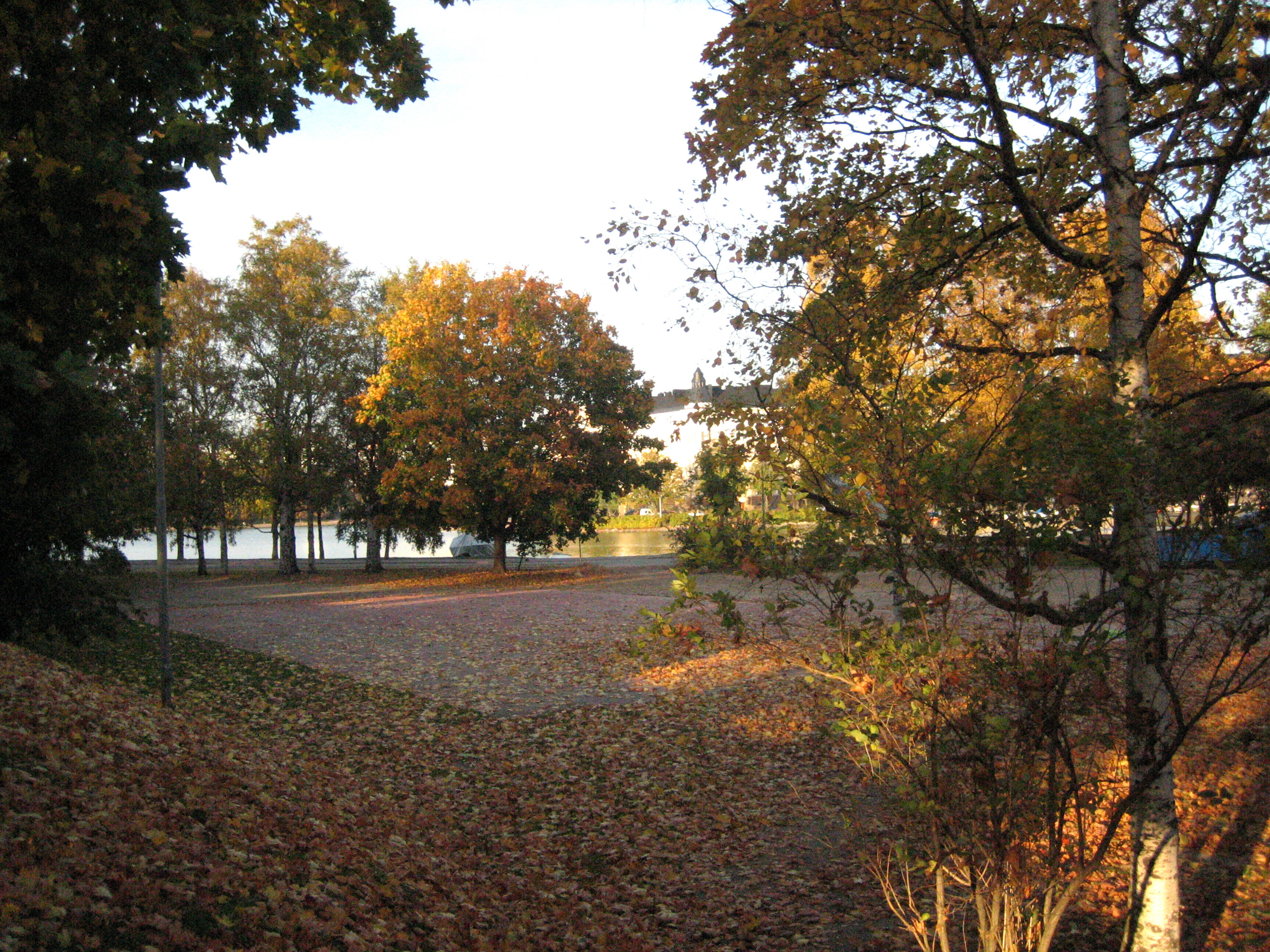
公园景色
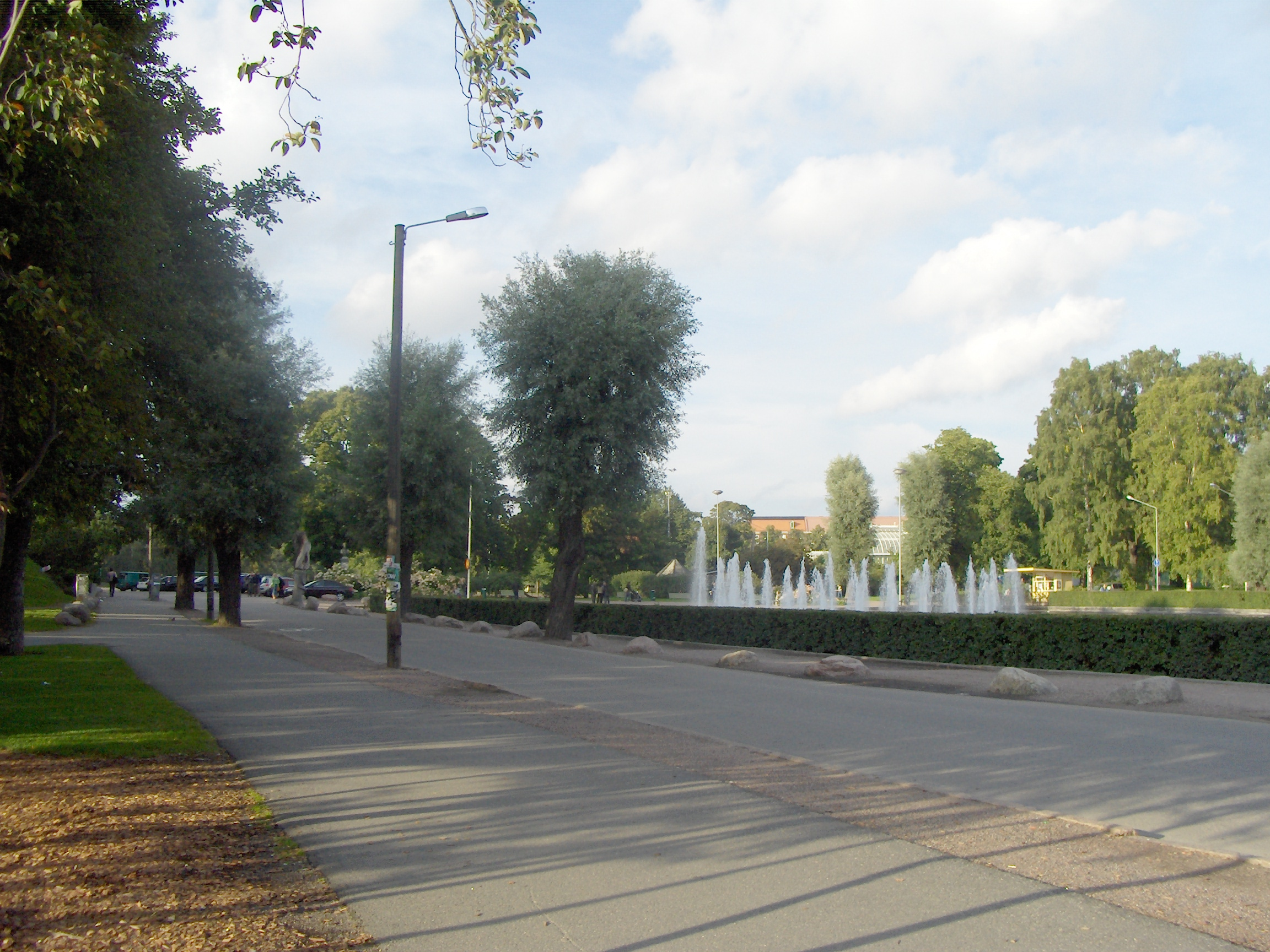
公园景色